# Liste der Straßen, Plätze und Brücken in Hamburg-Poppenbüttel

Lage von Poppenbüttel in Hamburg und im Bezirk Wandsbek (hellrot)

Die Liste der Straßen, Plätze und Brücken in Hamburg-Poppenbüttel ist eine Übersicht der im Hamburger Stadtteil Poppenbüttel vorhandenen Straßen, Plätze und Brücken. Sie ist Teil der Liste der Verkehrsflächen in Hamburg.

## Überblick
In Poppenbüttel (Ortsteilnummer 519) leben 24325 Einwohner (Stand: 31. Dezember 2023) auf 8,1 km². Poppenbüttel liegt in den Postleitzahlenbereichen 22391, 22393, 22395 und 22399.
In Poppenbüttel gibt es 152 benannte Verkehrsflächen, darunter drei Plätze und drei Brücken. Es finden sich vier Motivgruppen (siehe Spalte „Anmerkungen“):
- „Gesteine und Mineralien“ südlich des Alsterredders
- „Werke und Gestalten Hermann Boßdorfs“ zwischen Poppenbütteler Berg und Poppenbüttler Hauptstraße
- „Blumen“ zwischen Poppenbütteler Weg und Alte Landstraße
- „Vögel“ westlich der Harksheider Straße

## Übersicht der Straßen
Die nachfolgende Tabelle gibt eine Übersicht über alle benannten Verkehrsflächen – Straßen, Plätze und Brücken – im Stadtteil sowie einige dazugehörige Informationen. Im Einzelnen sind dies:
- Name/Lage: aktuelle Bezeichnung der Straße, des Platzes oder der Brücke. Über den Link (Lage) kann die Straße, der Platz oder die Brücke auf verschiedenen Kartendiensten angezeigt werden. Die Geoposition gibt dabei ungefähr die Mitte an. Bei längeren Straßen, die durch zwei oder mehr Stadtteile führen, kann es daher sein, dass die Koordinate in einem anderen Stadtteil liegt.
- Straßenschlüssel: amtlicher Straßenschlüssel, bestehend aus einem Buchstaben (Anfangsbuchstabe der Straße, des Platzes oder der Brücke) und einer dreistelligen Nummer.
- Länge/Maße in Metern:
Hinweis: Die in der Übersicht enthaltenen Längenangaben sind nach mathematischen Regeln auf- oder abgerundete Übersichtswerte, die im Digitalen Atlas Nord[1] mit dem dortigen Maßstab ermittelt wurden. Sie dienen eher Vergleichszwecken und werden, sofern amtliche Werte bekannt sind, ausgetauscht und gesondert gekennzeichnet.
Bei Plätzen sind die Maße in der Form a × b bei rechteckigen Anlagen oder a × b × c bei dreiecksförmigen Anlagen mit a als längster Kante dargestellt.
Der Zusatz (im Stadtteil) gibt an, wie lang die Straße innerhalb des Stadtteils ist, sofern sie durch mehrere Stadtteile verläuft.
- Namensherkunft: Ursprung oder Bezug des Namens.
- Datum der Benennung: Jahr der offiziellen Benennung oder der Ersterwähnung eines Namens, bei Unsicherheiten auch die Angabe eines Zeitraums.
- Anmerkungen: Weitere Informationen bezüglich anliegender Institutionen, der Geschichte der Straße, historischer Bezeichnungen, Baudenkmale usw.
- Bild: Foto der Straße oder eines anliegenden Objektes.

| Name/Lage                        | Straßen- schlüssel | Länge/Maße (in Metern) | Namensherkunft | Datum der Benennung | Anmerkungen | Bild                           |
| -------------------------------- | ------------------ | ---------------------- | --- | ------------------- | --- | ------------------------------ |
| Achter Billing (Lage)            | A010               | 0370                   | nach einer Flurbezeichnung | 1932                | niederdeutsch achter = nach oder hinter, bei „Billing“ handelt es sich vermutlich um einen Familiennamen | Achter Billing                 |
| Alfred-Jahncke-Ring (Lage)       | A597               | 0320                   | Alfred Jahncke (1901–1962), Fraktionsvorsitzender im Ortsausschuss Alstertal                                                                                               | 1977                | | Alfred-Jahncke-Ring            |
| Alsterfurt (Lage)                | A102               | 0170                   | Herkunft nicht eindeutig geklärt, möglicherweise nach einer Furt durch die Alster, obwohl es laut Beckershaus in unmittelbarer Nähe bereits eine viel genutzte Furt gab    | 1950                | | Alsterfurt                     |
| Alsterkehre (Lage)               | A567               | 0100                   | nach der Lage in der Nähe der Alster | 1973                | | Alsterkehre                    |
| Alsterredder (Lage)              | A113               | 0535 (im Stadtteil)    | nach der Lage in der Nähe der Alster | 1919/20             | nur südliche Straßenhälfte zwischen Saselbergweg und Weidende in Poppenbüttel, sonst in Sasel | Alsterredder                   |
| Alte Landstraße (Lage)           | A126               | 1790 (im Stadtteil)    | nach dem alten Verbindungsweg zwischen Hamburg und Poppenbüttel | 1930                | westlich von Hausnummer 200 in Hummelsbüttel | Alte Landstraße                |
| Am Anschuß (Lage)                | A186               | 0160                   | nach einer volkstümlichen Bezeichnung basierend auf einem Duell zweier hochrangiger Militärs 1698                                                                          | 1957                | siehe auch Beim Kugelwechsel | Am Anschuß                     |
| Am Bronzehügel (Lage)            | A637               | 0755                   | nach Funden von Grabstätten aus der Bronzezeit | 1986                | | Am Bronzehügel                 |
| An der Schonung (Lage)           | A415               | 0210                   | nach der Lage | 1933                | | An der Schonung                |
| Auf der Koppel (Lage)            | A566               | 0275                   | nach einer Flurbezeichnung | 1972                | | Auf der Koppel                 |
| Bäckerbrücke (Lage)              | –                  | 0040                   | nach einem in der Nähe ansässigen Bäcker | 1823                | überquert im Zuge des Saseler Damms die Alster | weitere Bilder                 |
| Baggesenstieg (Lage)             | B024               | 0460                   | Jens Immanuel Baggesen (1764–1826), dänischer Schriftsteller | 1947                | | Baggesenstieg                  |
| Basaltweg (Lage)                 | B089               | 0610                   | nach dem gleichnamigen Ergussgestein | 1963                | Motivgruppe: „Gesteine und Mineralien“ | Basaltweg                      |
| Beim Kugelwechsel (Lage)         | B213               | 0230                   | vermutlich nach einem Duell zweier hochrangiger Militärs 1698 | 1956                | siehe auch Am Anschuss | Beim Kugelwechsel              |
| Bergdoltweg (Lage)               | B250               | 0185                   | nach einem Vorbesitzer des Geländes | 1952                | | Bergdoltweg                    |
| Bernsteinweg (Lage)              | B288               | 0155                   | nach dem gleichnamigen Schmuckstein | 1953                | Motivgruppe: „Gesteine und Mineralien“ | Bernsteinweg                   |
| Bilsenkrautweg (Lage)            | B344               | 0380                   | nach dem gleichnamigen Nachtschattengewächs | 1950                | Motivgruppe: „Blumen“ | Bilsenkrautweg                 |
| Birkenkoppel (Lage)              | B365               | 0175                   | nach einem mit Birken bewachsenen Stück Land | vor 1938            | | Birkenkoppel                   |
| Brotkamp (Lage)                  | B625               | 0180                   | nach einer Flurbezeichnung unbekannter Herkunft, möglicherweise bezeichnet sie ein aufgebrochenes, gepflügtes Feld                                                         | 1949                | | Brotkamp                       |
| Bültenkoppel (Lage)              | B681               | 0690                   | nach einem Flurnamen | 1930                | Als „Bülten“ werden dünne Erd- oder Moorschollen bezeichnet. | Bültenkoppel                   |
| Carsten-Meyn-Weg (Lage)          | C080               | 0420                   | Carsten Meyn (1810–1899), Ingenieur und Bürgerschaftsabgeordneter, Landschaftszeichner des Alstertals                                                                      | 1977                | | Carsten-Meyn-Weg               |
| Dorfkoppel (Lage)                | D153               | 0240                   | nach einem Flurnamen | vor 1938            | | Dorfkoppel                     |
| Drosselstieg (Lage)              | D203               | 0355                   | nach dem gleichnamigen Singvogel | vor 1938            | Motivgruppe: „Vögel“; Fußweg | Drosselstieg                   |
| Eggertweg (Lage)                 | E286               | 0235                   | Wilhelm Eggert (1879–1959), Lehrer und Heimatforscher in Poppenbüttel | 1977                | | Eggertweg                      |
| Eichenkoppel (Lage)              | E061               | 0530                   | nach einem Orientierungsbegriff | vor 1938            | | Eichenkoppel                   |
| Eichenredder (Lage)              | E063               | 0830                   | nach einem alten Feldweg | vor 1938            | Fußweg | Eichenredder                   |
| Elgenkamp (Lage)                 | E142               | 0260                   | Harms von Elgen, Vorbesitzer des Geländes von 1714 bis 1740 | 1960                | | Elgenkamp                      |
| Emekesweg (Lage)                 | E174               | 0245                   | Emekes Strutz, Mitglied einer adligen Familie, die im 14. Jahrhundert Eigentümer von Poppenbüttel war                                                                      | 1947                | | Emekesweg                      |
| Fährkrogweg (Lage)               | F007               | 0205                   | nach dem Theaterstück „De Fährkrog“ von Hermann Boßdorf | 1966                | Motivgruppe: „Werke und Gestalten Hermann Boßdorfs“ | Fährkrogweg                    |
| Frahmredder (Lage)               | F199               | 0205 (im Stadtteil)    | Ludwig Frahm (1856–1936), Lehrer und niederdeutscher Autor | 1951                | östlich der Stadtbahnstraße in Sasel | Frahmredder                    |
| Friedrich-Kirsten-Straße (Lage)  | F234               | 0800                   | Friedrich Kirsten (1842–1924), Kaufmann und Besitzer des Gutes Wellingsbüttel                                                                                              | 1929                | Die Straße liegt komplett in Wellingsbüttel, lediglich das Grundstück Nr. 35 befindet sich auf Poppenbüttler Gebiet. | Friedrich-Kirsten-Straße       |
| Garleff-Bindt-Weg (Lage)         | G400               | 0270                   | Garleff Bindt († 1638), Bauernvogt in Poppenbüttel | 1977                | | Garleff-Bindt-Weg              |
| Gödersenweg (Lage)               | G401               | 0195                   | Joachim Gödersen († 1677), früherer Grundherr von Poppenbüttel und Dekan des Hamburger Domkapitels                                                                         | 1977                | | Gödersenweg                    |
| Golddistelweg (Lage)             | G154               | 0390                   | nach dem gleichnamigen Korbblütlergewächs | 1950                | Motivgruppe: „Blumen“ | Golddistelweg                  |
| Goldröschenweg (Lage)            | G165               | 0660                   | nach dem gleichnamigen Rosengewächs | 1950                | Motivgruppe: „Blumen“ | Goldröschenweg                 |
| Granitweg (Lage)                 | G202               | 0090                   | nach dem gleichnamigen Gestein | 1953                | Motivgruppe: „Gesteine und Mineralien“ | Granitweg                      |
| Grasnelkenweg (Lage)             | G205               | 0385                   | nach dem gleichnamigen Bleiwurzgewächs | 1950                | Motivgruppe: „Blumen“ | Grasnelkenweg                  |
| Gretchenkoppel (Lage)            | G227               | 0475                   | nach einem Flurnamen und der volkstümlichen Bezeichnung Gretgen-Coppl | 1947                | | Gretchenkoppel                 |
| Grevenau (Lage)                  | G228               | 0380                   | Grevenau, Nebenfluss der Alster | 1930                | | Grevenau                       |
| Grotenbleken (Lage)              | G297               | 0565                   | nach einem Flurnamen, der mehrere Deutungen zulässt | 1947                | Beckershaus zeigt drei Möglichkeiten auf: a) nach dem niederdeutschen Begriff für Große Bleichen, b) als Bezeichnung für ein ebenes, holzfreies Stück Land, c) nach einem Acker, der aus Sandmergel besteht, auf dem Getreide schlecht gedeiht. | Grotenbleken                   |
| Haberkamp (Lage)                 | H003               | 0225                   | nach einer Flurbezeichnung | 1930                | | Haberkamp                      |
| Harksheider Straße (Lage)        | H139               | 03035 (im Stadtteil)   | Harksheide, Ortsteil von Norderstedt | 1950                | lt. Straßenverzeichnis nur in Poppenbüttel, lt. Grundkarte berührt die Straße kurz vor der Landesgrenze zu Schleswig-Holstein Hummelsbüttler Gebiet | Harksheider Straße             |
| Hartje-Rüter-Weg (Lage)          | H777               | 0465                   | Figur aus den Werken Hermann Boßdorfs | 1984                | Motivgruppe: „Werke und Gestalten Hermann Boßdorfs“ | Hartje-Rüter-Weg               |
| Hasenhoop (Lage)                 | H172               | 0185                   | nach einem Flurnamen | 1953                | | Hasenhoop                      |
| Haubenlerchenweg (Lage)          | H191               | 0595                   | nach dem gleichnamigen Lerchenvogel | 1950                | Motivgruppe: „Vögel“ | Haubenlerchenweg               |
| Heegbarg (Lage)                  | H219               | 0815 (im Stadtteil)    | nach einem Flurnamen | 1947                | nördlich des Alsterredders in Sasel | Heegbarg                       |
| Heidelerchenweg (Lage)           | H243               | 0595                   | nach dem gleichnamigen Lerchenvogel | 1950                | Motivgruppe: „Vögel“ | Heidelerchenweg                |
| Heidkamp (Lage)                  | H739               | 0060 (im Stadtteil)    | nach dem Flurnamen „Heidberg“ | 1975                | westlich von Hausnummer 99 in Hummelsbüttel | Heidkamp (HH-Poppenbüttel)     |
| Heimgarten (Lage)                | H275               | 0890                   | nach der Siedlung gleichen Namens | vor 1938            | | Heimgarten                     |
| Hellwisch (Lage)                 | H336               | 0070                   | nach einem Flurnamen | 1956                | | Hellwisch                      |
| Hennebergstraße (Lage)           | H346               | 0295                   | nach der Familie Henneberg, ab 1855 Besitzer des Poppenbütteler Hofs | 1934                | | Hennebergstraße                |
| Heublink (Lage)                  | H408               | 0950 (im Stadtteil)    | nach einem Flurnamen | 1950                | „Blink“ bedeutet sowohl „freier Platz“ als auch „nasse Fläche“; westlich von Hausnummer 72 in Hummelsbüttel | Heublink                       |
| Hinsbeker Berg (Lage)            | H440               | 0465                   | nach einem Flurnamen | 1950                | | Hinsbeker Berg                 |
| Hinsbleek (Lage)                 | H441               | 0670                   | nach einem Flurnamen | vor 1938            | | Hinsbleek                      |
| Ilkstraat (Lage)                 | I016               | 0445                   | nach dem gleichnamigen Tier aus der Familie der Marder | vor 1938            | niederdeutsch Ilk = Iltis (Beckershaus übersetzt Ilk fälschlicherweise mit Wiesel), Straat = Straße | Ilkstraat                      |
| Im Knick (Lage)                  | I039               | 0330                   | nach der Lage | vor 1938            | | Im Knick                       |
| In der Schneise (Lage)           | I087               | 0110                   | nach der Lage | vor 1938            | | In der Schneise                |
| Jaspersdiek (Lage)               | J124               | 0330                   | nach einem Flurnamen | 1977                | niederdeutsch Diek = Teich | Jaspersdiek                    |
| Jungclausweg (Lage)              | J122               | 0115                   | Richard Jungclaus (1866–1928), Mitbegründer des „Alstervereins“ | 1977                | | Jungclausweg                   |
| Karl-Lippert-Stieg (Lage)        | K590               | 0085                   | Karl Lippert (1882–1940), Widerstandskämpfer gegen den Nationalsozialismus                                                                                                 | 1985                | | Karl-Lippert-Stieg             |
| Kiebitzstieg (Lage)              | K150               | 0245                   | nach der gleichnamigen Vogelgattung | vor 1938            | Motivgruppe: „Vögel“; Fußweg | Kiebitzstieg                   |
| Kieselweg (Lage)                 | K172               | 0085                   | nach dem Begriff Kies | 1953                | Motivgruppe: „Gesteine und Mineralien“ | Kieselweg                      |
| Kiwittredder (Lage)              | K209               | 1945                   | nach der plattdeutschen Bezeichnung für den Kiebitz | vor 1938            | nur Grundstücke auf der östlichen Seite ab Einmündung der Langenhorner Straße-West nördlich in Poppenbüttel, ansonsten komplett in Hummelsbüttel Motivgruppe: „Vögel“ | Kiwittredder (HH-Poppenbüttel) |
| Kohlmeisenstieg (Lage)           | K339               | 0215                   | nach der gleichnamigen Meisenart | 1950                | Motivgruppe: „Vögel“ | Kohlmeisenstieg                |
| Koppelweg (Lage)                 | K371               | 0185                   | nach einem Flurnamen | 1914                | | Koppelweg                      |
| Kortenenden (Lage)               | K387               | 0090                   | nach einer Flurbezeichnung | 1947                | | Kortenenden                    |
| Kramer-Kray-Weg (Lage)           | K399               | 1150                   | nach dem gleichnamigen Bühnenstück von Hermann Boßdorf | 1950                | Motivgruppe: „Werke und Gestalten Hermann Boßdorfs“ | Kramer-Kray-Weg                |
| Kreienhoop (Lage)                | K415               | 0655                   | nach einer Flurbezeichnung | 1930                | niederdeutsch Kreih = Krähe, Hoop = Anhöhe | Kreienhoop                     |
| Kreienhoopsberg (Lage)           | K416               | 0410                   | in Anlehnung an die Straße Kreienhoop | vor 1938            | | Kreienhoopsberg                |
| Kreienkoppel (Lage)              | K566               | 0460                   | in Anlehnung an benachbarte Wegenamen | 1977                | | Kreienkoppel                   |
| Kreienstieg (Lage)               | K567               | 0810                   | nach dem früheren hochdeutschen Straßennamen Krähenstieg | 1977                | | Kreienstieg                    |
| Krischan-Kreibohm-Weg (Lage)     | K589               | 0205                   | nach einer Figur aus den Werken Hermann Boßdorfs | 1984                | Motivgruppe: „Werke und Gestalten Hermann Boßdorfs“ | Krischan-Kreibohm-Weg          |
| Kritenbarg (Lage)                | K435               | 0855                   | nach einem mehrdeutigen Flurnamen | 1930                | Wie bei der Straße Grotenbleken gibt es laut Beckershaus für den Begriff „Kriet“ drei Deutungsmöglichkeiten: a) abgeleitet von Kreide, b) abgeleitet von Streit (gemeint ist ein umstrittenes Stück Land), c) als Bezeichnung für heulen oder kreischen; Barg = Berg.                                                                                                   | Kritenbarg                     |
| Kupferhammer (Lage)              | K508               | 0100                   | nach einer ehemals dort gelegenen Kupfermühle | 1950                | | Kupferhammer                   |
| Kupferteichweg (Lage)            | K511               | 1550                   | nach der Lage am Kupferteich | 150                 | | Kupferteichweg                 |
| Lambert-Strus-Weg (Lage)         | L361               | 0205                   | Lambert Strus, zu Beginn des 14. Jahrhunderts Grundherr in Poppenbüttel | 1977                | | Lambert-Strus-Weg              |
| Langenhorner Straße-Ost (Lage)   | L048               | 0250                   | Hamburger Stadtteil Langenhorn | 1954                | | Langenhorner Straße-Ost        |
| Langenhorner Straße-West (Lage)  | L049               | 0330                   | Hamburger Stadtteil Langenhorn | 1954                | | Langenhorner Straße-West       |
| Langenstücken (Lage)             | L055               | 0490                   | nach einem Flurnamen, der lange Feldstücke meint | 1938                | | Langenstücken                  |
| Langheinstraße (Lage)            | L062               | 0370                   | nach der bereits im 16. Jahrhundert in Poppenbüttel ansässigen Bauernfamilie Langhein                                                                                      | 1950                | | Langheinstraße                 |
| Langwisch (Lage)                 | L067               | 0190 (im Stadtteil)    | nach einem Flurnamen (lange Wiese) | 1930                | südlich der Alster in Wellingsbüttel; Fußweg | Langwisch                      |
| Langwischbrücke (Lage)           | –                  | 0005 (im Stadtteil)    | in Anlehnung an die Straße Langwisch | um 1930             | überquert im Zuge der Straße Langwisch die Alster; südlicher Brückenteil in Wellingsbüttel | Langwischbrücke                |
| Latekopweg (Lage)                | L074               | 0400                   | Siegfried Latekop, Priester, ab 1366 Grundbesitzer in Poppenbüttel | 1977                | | Latekopweg                     |
| Lindenkoppel (Lage)              | L187               | 0165                   | nach dem gleichnamigen Laubbaum | 1938                | | Lindenkoppel                   |
| Lummeweg (Lage)                  | L309               | 0100                   | nach der gleichnamigen Vogelart | 1950                | Motivgruppe: „Vögel“ | Lummeweg                       |
| Lungershausenweg (Lage)          | L360               | 0085                   | Carl-Hans Lungershausen (1896–1975), Fraktionsvorsitzender im Ortsausschuss Alstertal                                                                                      | 1977                | | Lungershausenweg               |
| Maike-Harder-Weg (Lage)          | M404               | 0375                   | nach einer Figur aus den Werken Hermann Boßdorfs | 1984                | Motivgruppe: „Werke und Gestalten Hermann Boßdorfs“ | Maike-Harder-Weg               |
| Marderstieg (Lage)               | M036               | 0245                   | in Anlehnung an die Marderstraat | 1962                | | Marderstieg                    |
| Marderstraat (Lage)              | M037               | 0480                   | nach dem gleichnamigen Raubtier | vor 1938            | | Marderstraat                   |
| Marienhof (Lage)                 | M048               | 0320                   | Marie Henneberg (1836–1906), Ehefrau des Gutsbesitzers Albert Cäsar Henneberg                                                                                              | 1950                | | Marienhof                      |
| Meisenstieg (Lage)               | M124               | 0465                   | nach dem gleichnamigen Sperlingsvogel | vor 1938            | Motivgruppe: „Vögel“; Fußweg | Meisenstieg                    |
| Mellingbekbrücke (Lage)          | M389               | 0025 (im Stadtteil)    | nach Lage und Funktion | 1977                | nördlicher Teil in Lemsahl-Mellingstedt; überquert die Mellingbek und verbindet den Poppenbütteler Berg auf Poppenbütteler und die Lemsahler Landstraße auf Lemsahl-Mellingstedter Seite | weitere Bilder                 |
| Minsbekkehre (Lage)              | M370               | 0295                   | Minsbek, Nebenfluss der Alster | 1973                | | Minsbekkehre                   |
| Minsbekweg (Lage)                | M199               | 0670                   | Minsbek, Nebenfluss der Alster | 1952                | | Minsbekweg                     |
| Moorblick (Lage)                 | M249               | 0250                   | frei gewählter Name nach der Lage beim Kupferteichweg und dem guten Blick auf die gegenüberliegenden Moore                                                                 | 1956                | | Moorblick                      |
| Moorhof (Lage)                   | M268               | 0375                   | nach einem Gebiet, in dem früher Torf gestochen wurde | 1930                | | Moorhof                        |
| Müllerweide (Lage)               | M330               | 0330                   | nach einem Flurnamen | 1957                | | Müllerweide                    |
| Müssenkoppel (Lage)              | M342               | 0410                   | nach einem Flurnamen (Müssen = Sumpf) | 1932                | | Müssenkoppel                   |
| Müssenredder (Lage)              | M343               | 1010                   | nach einem Flurnamen (Müssen = Sumpf) | 1930                | westliche Straßenhälfte zwischen Tegelsbarg und Stofferkamp in Hummelsbüttel, ansonsten in Poppenbüttel | Müssenredder                   |
| Ohlendieck (Lage)                | O057               | 0770                   | nach einem südwestlich des Kupferteichs gelegenen Teich | 1930                | niederdeutsch Ohlendieck = Alter Teich | Ohlendieck                     |
| Ohlendiekshöhe (Lage)            | O226               | 0300                   | in Anlehnung an den Ohlendiekskamp | 2017                | | Ohlendiekshöhe                 |
| Ohlendiekskamp (Lage)            | O197               | 1140                   | in Anlehnung an die Straße Ohlendieck | 1977                | | Ohlendiekskamp                 |
| Ohlendieksredder (Lage)          | O198               | 1145                   | in Anlehnung an die Straße Ohlendieck | 1977                | | Ohlendieksredder               |
| Oldesweg (Lage)                  | O082               | 0245                   | Heinrich Christian Olde, von 1786 bis 1789 Pächter der Poppenbüttler Kupfermühle                                                                                           | 1947                | | Oldesweg                       |
| Piepenbrinkweg (Lage)            | P239               | 0255                   | Adolf Piepenbrink (1872–1942), Apotheker und Mitbegründer des „Alstervereins“                                                                                              | 1977                | | Piepenbrinkweg                 |
| Poppenbütteler Berg (Lage)       | P238               | 1140                   | nach der Lage im Stadtteil | 1977                | Die Straße verläuft über eine Anhöhe. | Poppenbütteler Berg            |
| Poppenbütteler Bogen (Lage)      | P242               | 1150                   | nach Lage und Verlauf im Stadtteil | 1979                | | Poppenbütteler Bogen           |
| Poppenbütteler Weg (Lage)        | P165               | 1815 (im Stadtteil)    | nach der Lage im Stadtteil | 1950                | zwischen Hausnummer 128 und Tegelsbarg nördliche Straßenhälfte in Hummelsbüttel, südliche in Poppenbüttel, ebenso der weitere Verlauf östlich vom Tegelsbarg; Teil des Rings 3 | Poppenbütteler Weg             |
| Poppenbüttler Hauptstraße (Lage) | P166               | 1115                   | nach der Lage im Stadtteil | 1950                | | Poppenbüttler Hauptstraße      |
| Poppenbüttler Landstraße (Lage)  | P167               | 1325                   | nach der Lage im Stadtteil | 1950                | | Poppenbüttler Landstraße       |
| Poppenbüttler Markt (Lage)       | P168               | 0100 × 50              | nach Lage und Funktion im Stadtteil | 1950                | | Poppenbüttler Markt            |
| Quarzweg (Lage)                  | Q003               | 0235                   | nach dem gleichnamigen Mineral | 1953                | Motivgruppe: „Gesteine und Mineralien“ | Quarzweg                       |
| Redderkoppel (Lage)              | R074               | 0475                   | nach einem Flurnamen | vor 1938            | | Redderkoppel                   |
| Rehdersweg (Lage)                | R099               | 0255                   | nach der seit dem 17. Jahrhundert in Poppenbüttel ansässigen Bauernfamilie Rehders                                                                                         | 1950                | | Rehdersweg                     |
| Rehmbrook (Lage)                 | R103               | 1185                   | Lt. Beckerhaus bezeichnet „Reem“ oder „Rehm“ einen stehengelassenen Baumstreifen auf dem Feld, um der Erosion vorzubeugen und zur Kleinholzversorgung der Dorfbevölkerung. | vor 1938            | | Rehmbrook                      |
| Rehmkoppel (Lage)                | R104               | 0290 (im Stadtteil)    | nach einem Flurnamen | vor 1938            | Zur Erläuterung des Wortteils „Rehm“ siehe Rehmbrook; südlich der Einmündung der Friedrich-Kirsten-Straße in Wellingsbüttel. | Rehmkoppel (HH-Poppenbüttel)   |
| Rethkoppel (Lage)                | R167               | 0460                   | nach einem Flurnamen | 1934                | Auf der Rethkoppel wurde Reth zum Dachdecken geschnitten. | Rethkoppel                     |
| Rode Ucht (Lage)                 | R431               | 0130                   | nach einem Werk Hermann Boßdorfs | 1984                | Motivgruppe: „Werke und Gestalten Hermann Boßdorfs“ | Rode Ucht                      |
| Rönkrei (Lage)                   | R239               | 0625                   | nach einer Flurbezeichnung | 1930                | Rönk = Graben, Rei od. Reie = kleiner Wasserlauf | Rönkrei                        |
| Rudolph-Schloo-Stieg (Lage)      | R449               | 0070                   | Rudolph Schloo (1832–1910), Gemeindevorsteher in Poppenbüttel von 1898 bis 1910                                                                                            | 1999                | | Rudolph-Schloo-Stieg           |
| Sandkuhlenkoppel (Lage)          | S043               | 0590                   | nach einem Flurnamen | vor 1938            | | Sandkuhlenkoppel               |
| Saseler Damm (Lage)              | S063               | 1150 (im Stadtteil)    | Hamburger Stadtteil Sasel | 1930                | östlich der Straße Weidende in Sasel | Saseler Damm                   |
| Schäperdresch (Lage)             | S099               | 0685                   | nach einem Flurnamen | 1932                | „Dresch“ bezeichnet einen Acker, der nach mehrjähriger Bebauung eine Zeit lang als Weide dient. | Schäperdresch                  |
| Schleusentwiete (Lage)           | S208               | 0095                   | nach der nahegelegenen Poppenbütteler Schleuse | 1930                | | Schleusentwiete                |
| Schulbergredder (Lage)           | S310               | 0585                   | nach der dort gelegenen Ludwig-Frahm-Schule | 1950                | | Schulbergredder                |
| Schusterkoppel (Lage)            | S874               | 0365                   | nach einer Flurbezeichnung | 1977                | | Schusterkoppel                 |
| Silberdistelweg (Lage)           | S447               | 0050 (im Stadtteil)    | nach der gleichnamigen Pflanzenart | 1950                | Straßenfläche und Grundstücke auf der Nordseite für ca. 80 Meter in Hummelsbüttel, Grundstücke auf der Südseite in Poppenbüttel, ebenso der weitere östliche Verlauf Motivgruppe: „Blumen“ | Silberdistelweg                |
| Sommerpfad (Lage)                | S490               | 0195                   | frei gewählter Name | 1952                | | Sommerpfad                     |
| Sonnenhöhe (Lage)                | S498               | 0235                   | frei gewählter Name | 1952                | | Sonnenhöhe                     |
| Stadtbahnstraße (Lage)           | S579               | 1440 (im Stadtteil)    | als zur S-Bahn in Poppenbüttel führend | 1950                | zwischen Poppenbüttler Landstraße und der S-Bahn-Brücke komplett in Poppenbüttel, weiter nördlich bis Weidende nur die nördliche Straßenhälfte, südliche Hälfte zwischen der S-Bahn-Brücke und dem Horstweg in Wellingsbüttel; in Sasel liegt die südliche Straßenhälfte zwischen Horstweg und Weidende, sowie komplett der übrige Straßenverlauf bis zum Saseler Markt | Stadtbahnstraße                |
| Stofferkamp (Lage)               | S707               | 1125                   | nach einem Flurnamen | 1934                | „Stoffer“ ist von „Stubben“ abgeleitet und meint eine Rodung. | Stofferkamp                    |
| Stormarnplatz (Lage)             | S720               | 0070 × 35              | Kreis Stormarn in Schleswig-Holstein | 1947                | | Stormarnplatz                  |
| Strengesweg (Lage)               | S740               | 0275                   | Matthias Strenge (1893–1943), Geschäftsführer der Allgemeinen Deutschen Schiffszimmerer-Genossenschaft                                                                     | 1951                | | weitere Bilder                 |
| Strutzhang (Lage)                | S754               | 0180                   | nach der Ritterfamilie Strutz, Grundherrn in Poppenbüttel | 1953                | | Strutzhang                     |
| Sumpfmeisenweg (Lage)            | S810               | 0390                   | nach der gleichnamigen Singvogelart | 1950                | Motivgruppe: „Vögel“ | Sumpfmeisenweg                 |
| Suurbleek (Lage)                 | S818               | 0085                   | nach einem Flurnamen | 1947                | niederdeutsch suur = sauer, Bleek = freie Fläche | Suurbleek                      |
| Tegelsbarg (Lage)                | T039               | 0465 (im Stadtteil)    | nach den hier früher zahlreich vorhandenen Ziegeleien | 1975                | niederdeutsch Tegel = Ziegel; in Poppenbüttel liegt nur die östliche/nordöstliche Straßenhälfte zwischen Poppenbütteler Weg und Müssenredder, ansonsten verläuft die Straße auf dem Gebiet von Hummelsbüttel | Tegelsbarg                     |
| Tennigkeitweg (Lage)             | T220               | 0330                   | Käthe Tennigkeit (1903–1944) und Richard Tennigkeit (1900–1944), Widerstandskämpfer gegen den und Opfer des Nationalsozialismus                                            | 1985                | | Tennigkeitweg                  |
| Tönns-Wulf-Weg (Lage)            | S219               | 0215                   | nach einer Figur aus den Werken Hermann Boßdorfs | 1984                | Motivgruppe: „Werke und Gestalten Hermann Boßdorfs“ | Tönns-Wulf-Weg                 |
| Ulzburger Straße (Lage)          | U023               | 1170                   | Ulzburg, Gemeindeteil von Henstedt-Ulzburg | 1951                | | Ulzburger Straße               |
| Vogtskamp (Lage)                 | V074               | 0390                   | nach einem Flurnamen | 1933                | Es handelte sich hierbei um ein Feldstück, das dem Bauernvogt zur Bewirtschaftung zur Verfügung stand. | Vogtskamp                      |
| Vörstekoppel (Lage)              | V056               | 0410                   | nach einem Flurnamen (vorderste Koppel) | 1961                | | Vörstekoppel                   |
| Voßstraat (Lage)                 | V125               | 0465                   | nach dem gleichnamigen Raubtier | 1934                | niederdeutsch Voss = Fuchs | Voßstraat                      |
| Wagenerstieg (Lage)              | W455               | 0360                   | nach der vom 16. bis zum 19. Jahrhundert in Poppenbüttel ansässigen Bauernfamilie Wagener                                                                                  | 1977                | Fußweg | Wagenerstieg                   |
| Walter-Koppel-Weg (Lage)         | W479               | 0070                   | Walter Koppel (1906–1982), Filmproduzent | 1985                | | Walter-Koppel-Weg              |
| Weidende (Lage)                  | W133               | 0635                   | nach dem Grenzverlauf zwischen Sasel und Poppenbüttel | 1950                | östliche Straßenhälfte in Sasel | Weidende                       |
| Weidenkoppel (Lage)              | W136               | 0265                   | nach der gleichnamigen Pflanzengattung | 1934                | | Weidenkoppel                   |
| Wentzelplatz (Lage)              | W172               | 0075 × 40              | Johann Vincent Wentzel (1865–1919), Haus- und Grundstücksmakler, Mitbegründer der Alstertal Terrain AG                                                                     | 1930                | | Wentzelplatz                   |
| Wesselstraat (Lage)              | W188               | 0620                   | nach der gleichnamigen Raubtierart | 1934                | niederdeutsch Wessel = Wiesel | Wesselstraat                   |
| Wilhelm-Bauche-Weg (Lage)        | W478               | 0275                   | Wilhelm Bauche (1899–1959), Grafiker und Kulturfunktionär, Widerstandskämpfer gegen den Nationalsozialismus                                                                | 1985                | | Wilhelm-Bauche-Weg             |
| Wilhelm-Siefke-Weg (Lage)        | W454               | 0105                   | Wilhelm Siefke (1888–1970), Mitglied des Ortsausschusses Alstertal und Gründer des Alstertal-Museums                                                                       | 1977                | | Wilhelm-Siefke-Weg             |
| Windröschenweg (Lage)            | W314               | 0595                   | nach dem gleichnamigen Hahnenfußgewächs | 1950                | | Windröschenweg                 |